# 勝ち点
勝ち点（かちてん）は、スポーツなどの総当たり戦による競技会において、優勝者や順位を決定するため、勝敗に応じて付与される点数をいう。通常、勝者に多くの勝ち点が与えられるが、引分の場合も勝者に次ぐ勝ち点が与えられることが多い。さらには、敗者にも勝ち点が与えられることがある。
勝ち点による順位決定方式を、勝ち点制度または勝ち点方式と呼ぶ。サッカーやラグビーなどで広く使用されている。また、総当たり戦以外でも団体対抗戦を兼ねる場合には勝ち点によって団体順位を決めたりする。

## 略史
通常、勝ち点は1試合ごとに付与される。典型例はサッカーの勝利3点、引分1点、敗北0点という方式である。
元々、勝ち点制度はサッカーに由来している。1888年、アメリカのプロ野球リーグを模範として、イングランドにおいて最初のプロサッカーリーグ、フットボールリーグが創設された。フットボールリーグは12クラブで構成され、各クラブとホーム・アンド・アウェー方式で2試合ずつ対戦し、全22試合の結果を争うこととしていた。しかし、引分のない野球 が、単純に勝率で優勝・順位を決定していたのに対し、サッカーは引分が存在したために、勝率による順位決定ができなかった。引分の取扱いを明確にするため、リーグ戦開始後の1888年11月21日に会議が開かれ、勝利2点、引分1点を付与し全試合の勝ち点合計により優勝・順位を決定する勝ち点制度が提案された。この制度は1889年1月11日に正式導入された。これが勝ち点制度の由来である。イングランドのサッカーリーグ形態は各国に広まり、他競技のリーグ戦にも勝ち点制度が普及していった。
ながらく勝利2点、引分1点の方式に変更はなかったが、1981年にフットボールリーグにおいて、勝利へのインセンティブを高め、攻撃力の向上をねらって、勝利3点、引分1点への変更が実施された。この勝ち点制度は1990年代にサッカーの世界標準となっている（例えば、FIFAワールドカップでは1990年イタリア大会まで勝利2点としており、1994年アメリカ合衆国大会から勝利3点になっている）。

## 類型
勝ち点制度は、勝者に与えられる点数や引分の取扱いをめぐって様々な類型に分けられる。以下、勝ち点制度の類型を概観する。

### 標準形
勝ち点制度の標準形は、1889年に勝ち点制度が誕生したときの勝利2点・引分1点・敗北0点であるといえる。現在のサッカーで導入されている勝利3点・引分1点・敗北0点は、標準形の変形であるといえる。勝利により多くの勝ち点を配することにより、引分を避けて勝利を求めるインセンティブを付加したものと評価できる。
全日本プロレスの世界最強タッグ決定リーグ戦などで採用されるPWFルールでは、勝利2点・時間切れ引分1点・敗北0点、両者反則及び両者リングアウトは両者0点となっている。

### 敗北にも勝ち点を与える方式
- バスケットボールやバレーボールでは、国際大会を中心に勝利2点、敗北1点、棄権（没収試合）0点という方式が広く取られている。
  - バレーボールのワールドリーグ、ワールドグランプリ、2011ワールドカップ、2012ロンドン五輪、Vリーグ（2014-15以後）では、「3-2-1ポイント制」という仕組みで、フルセットでの勝利2点・敗北1点、それ以外の勝利3点・敗北0点としている[3]。また、2011北中米選手権では、男女大会ともに、1試合で最大6点となっていた。
- 極東アジアのアジアリーグアイスホッケーは、以前は60分勝利3点・Vゴール勝利2点・Vゴール敗北および引分1点・60分敗北0点を採用していたが、2008-09シーズンのゲームウィニングショット（GSW。シュートアウト合戦とも。サッカーのPK戦に相当）採用後からは60分または5分間の延長戦での勝利は3点、GWSでの勝利は2点、GWSでの敗戦および延長戦での敗北は1点、60分での敗北は0点となっている。
  - 同じくアイスホッケーのアメリカプロリーグ・NHLでは、勝利（Vゴール延長戦・GWS勝利を含む）2点・Vゴール延長戦・GSW敗北1点・60分での敗北0点という方式をとっている。これも標準形の変形であるが、延長戦・GSWでの敗北にも勝ち点を付与している点に特徴がある。
- Jリーグは1995年からの2年間、勝利（PK戦勝利含む）3点・PK戦敗北1点・それ以外の敗北0点というシステムを採用していた。日本サッカーリーグの一時期、あるいは2017年以前の全国地域サッカーリーグ決勝大会や、日本の一部の社会人サッカーリーグ（熊本県サッカーリーグなど）では、引分を廃して、90分の勝利3点・PK戦勝利2点・PK戦敗北1点・90分の敗北0点という方式をとっている。
- ラグビーのいくつかのリーグ（イングランドプレミアシップ・フランス選手権トップ14・南アフリカカリーカップ・日本ジャパンラグビートップリーグなど）では、勝利4点・引分2点・7点差以内の敗北1点、4トライ以上の獲得1点が付与されるマッチポイント制が導入されている。僅差での敗北にも勝ち点を与えることにより、接戦の増加を図ろうとしている。アジア5カ国対抗では勝利5点・引分3点に変更されている。
- アマチュアレスリングにおいては、フォール勝利5点・テクニカルフォール勝利4点・判定勝利3点・判定敗北1点・ノーポイント敗北0点としている。
- 日本プロレスが開催した第1回NWAタッグ・リーグ戦では、公式戦が45分3本勝負で、1本取れば勝ち点1、つまり2本取っての勝利で勝ち点2、1-2での敗戦、または1-1での引き分けで勝ち点1になるという方式をとっていた。
- 卓球のTリーグでは、勝利チームの試合の内容に応じた勝ち点を与えている。
  - 4-0のストレート勝利の場合は4点
  - 3-1の勝利、ないしは2-2の同点からの延長戦での勝利の場合は3点
  - 敗戦の場合は基本0点だが、延長戦での敗戦に関しては1点

### 勝利内容や得点によって勝ち点を与える方式
- かつての北米サッカーリーグ（NASL）は勝利6点・シュートアウト勝利4点・1ゴールごとに1点（最大限3点まで）・敗北0点（引分は廃止）というシステムを採用していた。
- Jリーグでは1997年からの2年間、90分での勝利で3点、延長戦での勝利で2点、PK戦での勝利で1点、敗北一律0点を与えていた。1999年からはPK戦が廃止され、それから2002年までの間、90分での勝利で3点、延長戦での勝利で2点、引き分けで1点を与える形式としていた。
- かつて日本で2回行われたコニカカップではグループリーグの順位を勝ち点で決定していた。第1回（1990年）では試合内容や結果によって勝利の場合3点、0対0からのPK戦による勝利で2点、負けには0点を与えていたが、それとは別に1試合2得点につきボーナス勝ち点1が加算された。第2回（1991年）では勝利の場合はいずれも勝ち点3となり、ボーナス勝ち点が与えられる2得点は延長戦での得点が含まれる点が異なっていた（なお第2回は0対0からのPK戦における勝利での勝ち点減点は廃止されている）。
  - 1992年のJリーグカップも1991年のコニカカップの方式をほぼ準用して行い、延長・PKを含め試合時間に関係なく勝ち4、負け0の勝ち点を与えるとともに、90分以内での2ゴール以上を挙げた場合は2ゴールに付き1点のボーナス勝ち点が採用された。
- 新日本プロレスがMSGシリーズなどで採用した勝ち点方式では、ピンフォール勝ち及びサブミッション勝ちは5点、反則勝ち及びリングアウト勝ちは4点、引き分けは2点となっていた。
- 日本の一部の大学野球（中国地区大学野球連盟における2006年度下部リーグ戦など）では、コールド勝利4点・コールド以外の勝利3点・引分1点・コールド以外の敗北0点・コールド敗北-1点というシステムがとられたことがある。社会人野球では、勝利4点・タイブレーク勝利3点・引分0点・タイブレーク敗北・敗北-4点・コールド敗北-5点とするポイント制が用いられている[4]。
- 2011年よりDEEPとSMASHが合同で開催している総合格闘技のリーグ戦、ジャパンMMAリーグでは勝利4点、一本またはKOならボーナス2点、引き分けは0点としている。
- キックボクシングのKrushが実施するWILDRUSH LeagueはKO勝ち3点、判定勝ち及び不戦勝2点、引き分け1点としている。
- プロフェッショナル修斗が実施する2R制のインフィニティリーグでは一本またはKO勝利は1R4点・2R3点、判定勝利は2点、引き分けは1点としている。

### 対戦カードの勝ち越しに勝ち点を与える方式
日本の大学野球各リーグでは特殊な勝ち点方式が広く採用されている。この方式では、同対戦カードで2戦先勝したチームに勝ち点1が与えられる。2勝0敗でも2勝1敗でも勝ち点は同じく1である。
この方式の発祥は東京六大学野球連盟で採用された方法である。東京六大学野球では、2校間の対戦が基本単位であり、相手校に勝ち越すことに意義があるという精神を原則としているため、このように特殊な勝ち点制度が生まれた。東京六大学野球は、かつて日本のスポーツ界で随一の人気があった時期があり、そのため後発の大学野球リーグの多くがこぞって東京六大学野球リーグの勝ち点方式を採用した。
この方式において勝ち点が同一で並んだ場合は、勝ち点が同じ同士の勝率比較で順位の優劣を決定するのが一般的である。勝率でも並んだ場合は例えば1位や最下位のような、その順位により次のステージ への出場チームが決定する場合に限りプレイオフ（順位決定戦）が行い、それ以外の順位については決定戦は行わない方式を採っているリーグが多い。順位決定戦を行わない場合、以下のいずれかの方法が採られる。
1. 前シーズンの当該校同士の順位比較を当てはめる
2. 同順位とする
3. 当該校同士のそのシーズン中の対戦成績による

なお、過去にはリーグ活性化策の一つとして1位の勝ち点が並んだ場合に、勝率比較によらずに必ず優勝決定戦を行ったリーグ（東京六大学リーグ、東都大学リーグで採用実績の記録あり）もあったが、「リーグ戦1試合当たりの価値が低下する」、「リーグ戦開催期間が度々後日に伸びるのは後続の全国大会開催が迫っている関係で運営上好ましくない」などの諸事情の面からの再考の結果、比較的短命で廃止に至っている。
この方式の場合、引分試合は勝ち点計算からも勝率計算からも除外されるのが通例である。リーグによっては運営事情により引分試合が発生しても決着がつくまで同一カードを実施し続けるのが困難な場合があり、そのようなリーグでは同一カードが規定試合数内で決着がつかない（いずれのチームも2勝目をあげていない）場合、両チームとも勝ち点0としている。
新型コロナウィルス対策の一環で、2020年から一部の大学野球リーグでは、3戦2勝制の勝ち越しチームに対する勝ち点制ではなく、1試合ごとのポイント制を採用した大会もある。例として東京六大学野球連盟では2020年秋季大会から2021年秋季大会までの3シーズン、参加チーム2回総当たりの10試合を行い、勝ったチームに1点、引き分けは双方に0.5点（負け0点）を加算し、10試合終了時の勝ち点の最も最多だったチームを優勝チームとした。最多勝ち点が2チームある場合は、まず、勝率を比較し勝率も並んだ場合は1ゲームプレーオフで優勝を決める。3チーム以上が並んだ場合は「優勝預かり（優勝校なし）」とみなすものとされた。なお2位以下については、原則として同率順位とするが、次回シーズンの組み合わせ決定の都合上、前回シーズンの上位チームを上位扱いとみなす。1試合ごとのポイント制は2020年秋季大会が初めてではなく、20世紀の戦前～戦後（1947年秋季大会まで）にかけて、22シーズンにわたり採用した事例がある。

### 不正に対する勝ち点剥奪
イタリアのプロサッカーリーグ（レガ・カルチョ）では、審判買収など不正があった際に、不正に関与したクラブへの罰則として、シーズン当初から勝ち点を剥奪し、マイナス勝ち点からスタートさせたことがある（セリエA (サッカー) 2006-2007シーズン）。